# Dunnae-myeon
Dunnae-myeon (koreanska: 둔내면) är en socken i kommunen Hoengseong-gun i provinsen Gangwon i den norra delen av Sydkorea, 110 km öster om huvudstaden Seoul.